# Lista latarni morskich w Peru
Lista latarni morskich w Peru o zasięgu światła wynoszącym przynajmniej 15 mil morskich, a także wybudowanych na peruwiańskich brzegach jeziora Titicaca.

## Wybrzeże morskie
| Nazwa                 | Nr wg UKHO | Rok budowy | Zasięg światła (Mm) | Wysokość światła (m n.p.m.) | Wysokość wieży (m) | Położenie                                       | Zdjęcie |
| --------------------- | ---------- | ---------- | ------------------- | --------------------------- | ------------------ | ----------------------------------------------- | ------- |
| Ancon                 | G2063.60   | 1986       | 17                  | 172                         | 18                 | 11°46′23,4″S 77°11′36,9″W/-11,773175 -77,193589 |         |
| Bayovar               | G2127      | 1977       | 19                  | 184                         | 18                 | 5°47′54,2″S 81°04′00,2″W/-5,798383 -81,066725   |         |
| Boca del Rio          | G2000.40   | 1982       | 19                  | 51                          | 12                 | 18°09′20,3″S 70°40′26,4″W/-18,155650 -70,673989 |         |
| Cabo Blanco           | G2153      | 1978       | 16                  | 39                          | 12                 | 4°15′09,6″S 81°14′16,1″W/-4,252669 -81,237797   |         |
| Caleta Planchada      | G2016      | 1976       | 16                  | 96                          | 10                 | 16°24′35,9″S 73°13′30,6″W/-16,409964 -73,225175 |         |
| Contralmirante Villar | G2180      | 1975       | 19                  | 64                          | 18                 | 3°40′52,5″S 80°40′59,3″W/-3,681253 -80,683144   |         |
| Eten                  | G2117      | 1975       | 16                  | 16                          | 10                 | 6°56′42,0″S 79°51′29,8″W/-6,945006 -79,858286   |         |
| Gran Almirante Grau   | G2049      | 1973       | 20                  | 309                         | 16                 | 12°03′45,3″S 77°14′46,3″W/-12,062586 -77,246197 |         |
| Infiernillos          | G2030      | 1961       | 15                  | 40                          | 8                  | 14°39′56,8″S 75°54′10,1″W/-14,665792 -75,902800 |         |
| Isla Chilca           | G2043      | 1974       | 19                  | 110                         | 10                 | 12°28′31,7″S 76°48′06,2″W/-12,475472 -76,801717 |         |
| Isla Chincha          | G2033.5    | 1975       | 17                  | 93                          | 18                 | 13°38′33,0″S 76°24′08,0″W/-13,642489 -76,402211 |         |
| Isla Foca             | G2132      | 1931       | 15                  | 60                          | 5                  | 5°12′36,5″S 81°12′20,0″W/-5,210153 -81,205567   |         |
| Isla Mazorca          | G2068      | 1928       | 15                  | 127                         | 8                  | 11°23′01,1″S 77°44′40,0″W/-11,383628 -77,744433 |         |
| Islas Lobos De Afuera | G2112      | 1975       | 27                  | 86                          | 18                 | 6°56′24,5″S 80°43′09,6″W/-6,940133 -80,719325   |         |
| La Marina             | G2046      | 1973       | 18                  | 108                         | 22                 | 12°07′25,1″S 77°02′24,7″W/-12,123633 -77,040183 |         |
| La Punta de Callao    | G2059      | 1973       | 19                  | 41                          | 41                 | 12°04′18,6″S 77°09′59,0″W/-12,071825 -77,166378 |         |
| Mancora               | G2158      | 1978       | 18                  | 57                          | 12                 | 4°06′29,3″S 81°03′25,4″W/-4,108139 -81,057044   |         |
| Morro Carretas        | G2089      | 1974       | 21                  | 126                         | 17                 | 8°13′38,6″S 78°58′42,1″W/-8,227381 -78,978375   |         |
| Paita                 | G2132.8    | 1974       | 18                  | 72                          | 19                 | 5°04′26,6″S 81°07′36,4″W/-5,074067 -81,126786   |         |
| Punta Atico           | G2018      | 1929       | 17                  | 101                         | 18                 | 16°14′10,5″S 73°41′55,1″W/-16,236250 -73,698650 |         |
| Punta Cabeza Lagarto  | G2076      | 1981       | 16                  | 74                          | 7                  | 10°06′28,2″S 78°11′04,0″W/-10,107844 -78,184436 |         |
| Punta Coles           | G2002      | 1973       | 19                  | 36                          | 15                 | 17°42′26,1″S 71°22′52,0″W/-17,707253 -71,381106 |         |
| Punta Huacho          | G2071      | 1973       | 19                  | 81                          | 10                 | 11°07′34,6″S 77°37′05,4″W/-11,126264 -77,618172 |         |
| Punta Islay           | G2010      | 1930       | 19                  | 65                          | 13                 | 17°00′56,4″S 72°06′42,9″W/-17,015681 -72,111911 |         |
| Punta Pacasmayo       | G2106      | 1967       | 15                  | 24                          | 11                 | 7°24′50,1″S 79°35′13,5″W/-7,413928 -79,587094   |         |
| Punta Parinas         | G2138      | 1974       | 15                  | 73                          | 18                 | 4°40′12,1″S 81°19′38,2″W/-4,670028 -81,327272   |         |
| Punta San Juan        | G2028      | 1974       | 17                  | 95                          | 12                 | 15°21′40,4″S 75°10′50,8″W/-15,361231 -75,180783 |         |
| Punta Talara          | G2140      | 1942       | 19                  | 61                          | 8                  | 4°34′28,1″S 81°17′05,1″W/-4,574475 -81,284750   |         |
| Punta Thomas          | G2074      | 1995       | 17                  | 61                          | 18                 | 10°48′17,0″S 77°45′15,3″W/-10,804711 -77,754250 |         |
| Quilca                | G2014      | 1997       | 15                  | 96                          | 6                  | 16°42′59,9″S 72°26′09,8″W/-16,716647 -72,436058 |         |
| San Nicolas           | G2029.40   | 1959       | 26                  | 46                          | 18                 | 15°15′22,8″S 75°15′22,8″W/-15,256325 -75,256342 |         |

## Jezioro Titicaca
| Nazwa        | Rok budowy | Zasięg światła (Mm) | Wysokość światła (m n.p.t. Titicaca) | Wysokość wieży (m) | Położenie                                       | Zdjęcie |
| ------------ | ---------- | ------------------- | ------------------------------------ | ------------------ | ----------------------------------------------- | ------- |
| Isla Anapia  | b.d.       |                     | 10                                   | 9                  | 16°18′56,0″S 68°51′03,9″W/-16,315547 -68,851097 |         |
| Isla Suana   | b.d.       |                     | 59                                   | 6                  | 16°20′09,8″S 68°51′56,9″W/-16,336053 -68,865814 |         |
| Isla Taquile | b.d.       |                     | 41                                   | 6                  | 15°47′53,8″S 69°40′58,3″W/-15,798267 -69,682858 |         |
| Puno         | b.d.       |                     | 69                                   | 10                 | 15°50′07,3″S 70°00′55,5″W/-15,835364 -70,015406 |         |
| Punta Churo  | b.d.       |                     | 55                                   | 6                  | 15°47′06,2″S 69°48′16,5″W/-15,785047 -69,804575 |         |
| Punta Pomata | b.d.       |                     | 10                                   | 9                  | 16°15′21,5″S 69°17′43,1″W/-16,255961 -69,295308 |         |